# 茶所站
茶所站（日语：／ Chajo eki */?）是一個位於日本岐阜縣岐阜市加納八幡町，屬於名古屋鐵道（名鐵）名古屋本線的鐵路車站。車站編號為NH58。

## 車站構造
對向式月台2面2線的地面車站。
| 月台 | 路線       | 方向 | 目的地                   |
| ---- | ---------- | ---- | ------------------------ |
| 1    | 名古屋本線 | 下行 | 名鐵岐阜方向             |
| 2    | 名古屋本線 | 上行 | 名鐵一宮、名鐵名古屋方向 |

### 配線圖
| ← 一宮、 名古屋、 新羽島方向 | 名古屋鐵道 茶所站 構內配線略圖 | → 岐阜方向 |
| 图例 参考文献：              |                                |            |

## 相鄰車站
名古屋鐵道
 名古屋本線
□μ-SKY、□快速特急、□快速特急、■特急、□快速急行（特別停車）、■急行、■準急
通過
■普通
岐南（NH57）－茶所（NH58）－加納（NH59）

## 外部連結
- 茶所 - 名古屋鐵道